# ノナトリアコンタン
ノナトリアコンタン (Nonatriacontane) とは、直鎖状のアルカンの1種。炭素原子が39個、分岐することなく一列に連なっている。分子式は C39H80。